# Lijst van Xbox-spellen
Deze lijst van Xbox-spellen is een lijst van op alfabetische volgorde gerangschikte computerspellen die voor Microsofts Xbox-spelcomputer verkrijgbaar zijn.
Legenda
| Europese Unie-exclusieve release | Japan-exclusieve release | Verenigde Staten-exclusieve release | Nooit uitgegeven in Noord-Amerika |

## 0-9
| Titel                | Ontwikkelaar                             | Uitgever        |
| -------------------- | ---------------------------------------- | --------------- |
| 187 Ride or Die      | Ubisoft                                  | Ubisoft         |
| 2002 FIFA World Cup  | EA Sports                                | EA Sports       |
| 2006 FIFA World Cup  | EA Canada                                | Electronic Arts |
| 25 To Life           | Avalanche Software, Ritual Entertainment | Eidos           |
| 4x4 EVO 2            | Terminal Reality                         | Gathering       |
| 50 Cent: Bulletproof | Genuine Games                            | VU Games        |

## A
| Titel                             | Ontwikkelaar               | Uitgever               |
| --------------------------------- | -------------------------- | ---------------------- |
| Advent Rising                     | GlyphX Games               | Majesco Entertainment  |
| Æon Flux                          | Terminal Reality           | Majesco Entertainment  |
| AFL Live 2003                     | Acclaim                    | Acclaim                |
| AFL Live 2004                     | Acclaim                    | Acclaim                |
| Aggressive Inline                 | Z-Axis                     | Acclaim                |
| AirForce Delta Storm              | Konami                     | Konami                 |
| Alias                             | Acclaim                    | Acclaim                |
| Alien Hominid                     | The Behemoth               | O~3 Entertainment      |
| Aliens vs Predator: Extinction    | Zono Incorporated          | Electronic Arts        |
| All-Star Baseball 2003            | Acclaim                    | Acclaim                |
| All-Star Baseball 2004            | Acclaim                    | Acclaim                |
| All-Star Baseball 2005            | Acclaim                    | Acclaim                |
| Alter Echo                        | Outrage Studios            | THQ                    |
| America's Army: Rise of a Soldier | Secret Level               | Ubisoft                |
| American Chopper                  | Creat Studio               | Activision             |
| American Chopper 2: Full Throttle | Creat Studio               | Activision             |
| AMF Xtreme Bowling 2006           | Mud Duck                   | Bethesda Software      |
| Amped: Freestyle Snowboarding     | Indie Built                | Microsoft Game Studios |
| Amped 2                           | Indie Built                | Microsoft Game Studios |
| AND 1 Streetball                  | Black Ops Entertainment    | Ubisoft                |
| Animaniacs: The Great Edgar Hunt  | Warthog                    | Ignition Entertainment |
| Antz Extreme Racing               | LSP                        | Empire Interactive     |
| APEX                              | Milestone                  | Atari                  |
| Aquaman: Battle for Atlantis      | TDK                        | TDK                    |
| Arctic Thunder                    | Midway Games               | Midway Games           |
| Area 51                           | Midway Studios Austin      | Midway                 |
| Arena Football                    | EA Tiburon                 | Electronic Arts        |
| Armed and Dangerous               | Planet Moon Studios        | LucasArts              |
| Army Men: Major Malfunction       | Global Star Software       | 3DO                    |
| Army Men: Sarge's War             | Global Star Software       | 3DO                    |
| Arx Fatalis                       | Arkane Studios             | JoWooD Productions     |
| Atari Anthology                   | Digital Eclipse            | Atari                  |
| ATV Quad Power Racing 2           | The Climax Group           | Acclaim Entertainment  |
| Auto Modellista                   | Capcom Production Studio 1 | Capcom                 |
| Avatar: The Last Airbender        | TOSE                       | THQ                    |
| Azurik: Rise of Perathia          | Adrenium Games             | Microsoft Game Studios |

## B
| Titel                                             | Ontwikkelaar           | Uitgever                |
| ------------------------------------------------- | ---------------------- | ----------------------- |
| Backyard Wrestling: Don't Try This at Home        | Paradox Development    | Eidos Interactive       |
| Backyard Wrestling 2: There Goes the Neighborhood | Paradox Development    | Eidos Interactive       |
| Bad Boys: Miami Takedown                          | Blitz Games            | Empire Interactive      |
| Baldur's Gate: Dark Alliance                      | Snowblind Studios      | Vivendi Universal Games |
| Baldur's Gate: Dark Alliance II                   | Black Isle Studios     | Interplay Entertainment |
| Barbarian                                         | Saffire                | Avalon Interactive      |
| Barbie Horse Adventures: Wild Horse Rescue        | Universal Interactive  | Universal Interactive   |
| Bass Pro Shops: Trophy Bass 2007                  | Big John Games         | Vivendi Universal       |
| Bass Pro Shops Trophy Hunter 2007                 | Big John Games         | Vivendi Universal       |
| Batman Begins                                     | Eurocom                | Electronic Arts         |
| Batman: Dark Tomorrow                             | HotGen                 | Kemco                   |
| Batman: Rise of Sin Tzu                           | Ubisoft Montreal       | Ubisoft                 |
| Batman Vengeance                                  | Ubisoft Montreal       | Ubisoft                 |
| Battle Engine Aquila                              | Lost Toys              | Atari                   |
| Battlefield 2: Modern Combat                      | Digital Illusions CE   | Electronic Arts         |
| Battlestar Galactica                              | Warthog                | Vivendi Universal       |
| Beat Down: Fist of Vengeance                      | Cavia Inc.             | Capcom                  |
| Beyond Good & Evil                                | Ubisoft Milan          | Ubisoft                 |
| Bicycle Casino                                    | Microsoft Game Studios | Activision Value        |
| Big Bumpin'                                       | Blitz Games            | King Games              |
| Big Mutha Truckers                                | Eutechnyx              | THQ                     |
| Big Mutha Truckers 2                              | Empire Interactive     | THQ                     |
| Bionicle: The Game                                | Argonaut Games         | Electronic Arts         |
| Black                                             | Criterion Games        | Electronic Arts         |
| Black Stone: Magic & Steel                        | Xpec                   | Xicat Interactive       |
| Blade II                                          | Mucky Foot Productions | Activision              |
| Blazing Angels: Squadrons of WWII                 | Ubisoft Romania        | Ubisoft                 |
| Blinx: The Time Sweeper                           | Artoon                 | Microsoft Game Studios  |
| Blinx 2: Masters of Time and Space                | Artoon                 | Microsoft Game Studios  |
| Blitz: The League                                 | Midway Games           | Midway Games            |
| Blood Omen 2: Legacy of Kain                      | Crystal Dynamics       | Eidos Interactive       |
| Blood Wake                                        | Stormfront Studios     | Microsoft Game Studios  |
| BloodRayne                                        | Terminal Reality       | Majesco Entertainment   |
| BloodRayne 2                                      | Terminal Reality       | Majesco Entertainment   |
| Bloody Roar Extreme                               | Hudson Soft            | Konami                  |
| BlowOut                                           | Terminal Reality       | Majesco Entertainment   |
| BMX XXX                                           | Z-Axis                 | Acclaim Entertainment   |
| Breakdown                                         | Namco                  | Namco                   |
| Brian Lara International Cricket 2005             | Codemasters            | Codemasters             |
| Broken Sword: The Sleeping Dragon                 | Revolution Software    | The Adventure Company   |
| Brothers in Arms: Earned in Blood                 | Gearbox Software       | Ubisoft                 |
| Brothers in Arms: Road to Hill 30                 | Gearbox Software       | Ubisoft                 |
| Bruce Lee: Quest of the Dragon                    | Ronin Entertainment    | Vivendi                 |
| Brute Force                                       | Digital Anvil          | Microsoft Game Studios  |
| Buffy the Vampire Slayer                          | The Collective, Inc.   | Electronic Arts         |
| Buffy the Vampire Slayer: Chaos Bleeds            | Eurocom                | Vivendi                 |
| Burnout                                           | Criterion Games        | Acclaim                 |
| Burnout 2: Point of Impact                        | Criterion Games        | Acclaim                 |
| Burnout 3: Takedown                               | Criterion Games        | Electronic Arts         |
| Burnout Revenge                                   | Criterion Games        | Electronic Arts         |

## C
| Titel                                                    | Ontwikkelaar                  | Uitgever                      |
| -------------------------------------------------------- | ----------------------------- | ----------------------------- |
| Cabela's Big Game Hunter 2005 Adventures                 | Fun Labs / Sand Grain Studios | Activision                    |
| Cabela's Dangerous Hunts                                 | Fun Labs                      | Activision                    |
| Cabela's Dangerous Hunts 2                               | Sand Grain Studios            | Activision                    |
| Cabela's Deer Hunt: 2004 Season                          | Sand Grain Studios            | Activision                    |
| Cabela's Deer Hunt: 2005 Season                          | Fun Labs                      | Activision                    |
| Cabela's Outdoor Adventures                              | Sand Grain Studios            | Activision                    |
| Call of Cthulhu: Dark Corners of the Earth               | Headfirst Productions         | Bethesda Softworks / 2K Games |
| Call of Duty: Finest Hour                                | Spark Unlimited               | Activision                    |
| Call of Duty 2: Big Red One                              | Treyarch                      | Activision                    |
| Call of Duty 3                                           | Treyarch, Pi Studios          | Activision                    |
| Capcom Classics Collection                               | Backbone Entertainment        | Capcom                        |
| Capcom Classics Collection Vol. 2                        | Backbone Entertainment        | Capcom                        |
| Capcom Fighting Evolution                                | Capcom Production Studio 2    | Capcom                        |
| Capcom vs. SNK 2 EO                                      | Capcom Production Studio 1    | Capcom                        |
| Carmen Sandiego: The Secret of the Stolen Drums          | A2M                           | BAM! Entertainment            |
| Cars                                                     | Rainbow Studios               | THQ                           |
| Carve                                                    | Argonaut Games                | Global Star Software          |
| Castlevania: Curse of Darkness                           | Konami                        | Konami                        |
| Catwoman                                                 | Argonaut Games                | Electronic Arts               |
| Cel Damage                                               | Pseudo Interactive            | Electronic Arts               |
| Celebrity Deathmatch                                     | Big Ape Productions           | Gotham Games                  |
| Championship Manager 01/02                               | Sports Interactive            | Eidos Interactive             |
| Championship Manager 02/03                               | Sports Interactive            | Eidos Interactive             |
| Championship Manager 2006                                | Gusto Games                   | Eidos Interactive             |
| Championship Manager 5                                   | Gusto Games                   | Eidos Interactive             |
| Charlie and the Chocolate Factory                        | High Voltage Software         | Global Star Interactive       |
| Chase: Hollywood Stunt Driver                            | I-Imagine                     | BAM! Entertainment            |
| Chessmaster 10th Edition                                 | Ubisoft                       | Ubisoft                       |
| Chicago Enforcer                                         | Touchdown                     | Kemco                         |
| Chicken Little                                           | Avalanche Software            | Buena Vista Games             |
| Circus Maximus: Chariot Wars                             | Kodiak Interactive            | Encore Software               |
| Classified: The Sentinel Crisis                          | Torus Games                   | Global Star Software          |
| Close Combat: First to Fight                             | Destineer                     | 2K Games                      |
| Club Football                                            | Codemasters                   | Codemasters                   |
| Club Football 2005                                       | Codemasters                   | Codemasters                   |
| Codename: Kids Next Door - Operation: V.I.D.E.O.G.A.M.E. | High Voltage Software         | Global Star Software          |
| Cold Fear                                                | Darkworks                     | Ubisoft                       |
| Cold War                                                 | Mindware Studios              | DreamCatcher Games            |
| Colin McRae Rally 04                                     | Codemasters                   | Codemasters                   |
| Colin McRae Rally 2005                                   | Codemasters                   | Codemasters                   |
| Colin McRae Rally 3                                      | Codemasters                   | Codemasters                   |
| College Hoops 2K6                                        | Visual Concepts               | 2K Sports                     |
| College Hoops 2K7                                        | Visual Concepts               | 2K Sports                     |
| Combat Elite: WWII Paratroopers                          | BattleBorne Entertainment     | SouthPeak Interactive         |
| Combat: Task Force 121                                   | Direct Action                 | Groove Games                  |
| Commandos: Strike Force                                  | Pyro Studios                  | Eidos Interactive             |
| Commandos 2: Men of Courage                              | Pyro Studios                  | Eidos Interactive             |
| Conan                                                    | Cauldron Ltd.                 | TDK Mediactive                |
| Conflict: Desert Storm                                   | Pivotal Games                 | SCi                           |
| Conflict: Desert Storm II: Back to Baghdad               | Pivotal Games                 | SCi                           |
| Conflict: Global Terror                                  | Pivotal Games                 | SCi / 2K Games                |
| Conflict: Vietnam                                        | Pivotal Games                 | Eidos Interactive             |
| Conker: Live and Reloaded                                | Rare                          | Microsoft Game Studios        |
| Conspiracy: Weapons of Mass Destruction                  | Kuju Entertainment            | Oxygen Interactive            |
| Constantine                                              | Bits Studios                  | THQ                           |
| Corvette                                                 | Steel Monkeys                 | TDK Mediactive                |
| Counter-Strike                                           | Valve Software                | Microsoft Game Studios        |
| Crash Bandicoot: The Wrath of Cortex                     | Traveller's Tales             | Universal Interactive Studios |
| Crash 'n' Burn                                           | Climax                        | Eidos Interactive             |
| Crash Nitro Kart                                         | Vicarious Visions             | Universal Interactive         |
| Crash Tag Team Racing                                    | Radical Entertainment         | Sierra Entertainment          |
| Crash Twinsanity                                         | Traveller's Tales             | Vivendi Universal Games       |
| Crazy Taxi 3: High Roller                                | Hitmaker                      | Sega                          |
| Cricket 2005                                             | HB Studios                    | Electronic Arts               |
| Crime Life: Gang Wars                                    | Hothouse Creations            | Konami                        |
| Crimson Sea                                              | KOEI                          | KOEI                          |
| Crimson Skies: High Road to Revenge                      | FASA Interactive              | Microsoft Game Studios        |
| Crouching Tiger, Hidden Dragon                           | Light Weight                  | Ubisoft                       |
| Crusty Demons                                            | Evolved Games, Climax         | SouthPeak Entertainment       |
| CSI: Crime Scene Investigation                           | 369 Interactive               | Ubisoft                       |
| Curious George                                           | Monkey Bar Games              | Namco                         |
| Curse: The Eye of Isis                                   | Asylum Entertainment          | DreamCatcher Interactive      |

## D
| Titel                                     | Ontwikkelaar               | Uitgever                             |
| ----------------------------------------- | -------------------------- | ------------------------------------ |
| Daemon Vector                             | Xpec                       | Xpec                                 |
| Dai Senryaku VII: Modern Military Tactics | SystemSoft                 | Kemco                                |
| Dakar 2: The World's Ultimate Rally       | Acclaim                    | Acclaim                              |
| Dance Dance Revolution Ultramix           | Konami                     | Konami                               |
| Dance Dance Revolution Ultramix 2         | Konami                     | Konami                               |
| Dance Dance Revolution Ultramix 3         | Konami                     | Konami                               |
| Dance Dance Revolution Ultramix 4         | Konami                     | Konami                               |
| Dancing Stage Unleashed                   | Konami                     | Konami                               |
| Dancing Stage Unleashed 2                 | Konami                     | Konami                               |
| Dancing Stage Unleashed 3                 | Konami                     | Konami                               |
| Dark Summit                               | Radical Entertainment      | THQ                                  |
| Darkwatch                                 | High Moon Studios          | Capcom                               |
| Dave Mirra Freestyle BMX 2                | Z-Axis Ltd.                | Acclaim                              |
| Dead Man's Hand                           | Human Head Studios         | Atari                                |
| Dead or Alive 3                           | Team Ninja                 | Tecmo                                |
| Dead or Alive Ultimate                    | Team Ninja                 | Tecmo                                |
| Dead or Alive Xtreme Beach Volleyball     | Team Ninja                 | Tecmo                                |
| Dead to Rights                            | Namco                      | Namco                                |
| Dead to Rights II                         | Widescreen Games           | Namco                                |
| Deathrow                                  | Southend Interactive       | Ubisoft                              |
| Def Jam: Fight for NY                     | AKI Corporation, EA Canada | EA Games                             |
| Defender                                  | 7 Studios                  | Midway Games                         |
| Delta Force: Black Hawk Down              | VU Games, The Climax Group | NovaLogic                            |
| Destroy All Humans!                       | Pandemic Studios           | THQ                                  |
| Destroy All Humans! 2                     | Pandemic Studios           | THQ                                  |
| Deus Ex: Invisible War                    | Ion Storm Inc.             | Eidos Interactive                    |
| Die Hard: Vendetta                        | Bits Studios               | VU Games, Fox Interactive            |
| Digimon Rumble Arena 2                    | Bandai                     | Bandai                               |
| Digimon World 4                           | Bandai                     | Atari                                |
| Dino Crisis 3                             | Capcom                     | Capcom                               |
| Dinotopia: The Sunstone Odyssey           | Vicious Cycle              | TDK Mediactive                       |
| Disney's Extreme Skate Adventure          | Toys for Bob               | Activision                           |
| Doom 3                                    | id Software                | id Software, Aspyr Media, Activision |
| Doom 3: Resurrection of Evil              | id Software                | Activision                           |
| Dr. Muto                                  | Midway Games               | Midway Games                         |
| Dragon Ball Z: Sagas                      | Avalanche Software         | Atari                                |
| Dragon's Lair 3D: Return to the Lair      | Dragonstone Software       | Ubisoft                              |
| Drake of the 99 Dragons                   | Idol FX                    | Majesco                              |
| Dreamfall: The Longest Journey            | Funcom                     | Aspyr Media                          |
| DRIV3R                                    | Reflections Interactive    | Atari                                |
| Driver: Parallel Lines                    | Reflections Interactive    | Atari                                |
| Dungeons & Dragons Heroes                 | Atari                      | Atari                                |
| Dynasty Warriors 3                        | Omega Force                | KOEI                                 |
| Dynasty Warriors 4                        | Omega Force                | KOEI                                 |
| Dynasty Warriors 5                        | Omega Force                | KOEI                                 |

## E
| Titel                                 | Ontwikkelaar          | Uitgever                 |
| ------------------------------------- | --------------------- | ------------------------ |
| Ed, Edd n Eddy: The Mis-Edventures    | A2M                   | Midway                   |
| Egg Mania: Eggstreme Madness          | HotGen                | Kemco                    |
| Enclave                               | Starbreeze            | Conspiracy Entertainment |
| England International Football        | Codemasters           | Codemasters              |
| Enter the Matrix                      | Shiny                 | Atari                    |
| Eragon                                | Stormfront Studios    | Vivendi Games            |
| ESPN College Hoops                    | Visual Concepts       | Sega                     |
| ESPN College Hoops 2K5                | Visual Concepts       | Sega                     |
| ESPN International Winter Sports 2002 | Konami                | Konami                   |
| ESPN Major League Baseball            | Blue Shift            | Sega                     |
| ESPN MLS ExtraTime 2002               | KCEA                  | Konami                   |
| ESPN NBA 2K5                          | Visual Concepts       | Sega                     |
| ESPN NBA 2Night 2002                  | Konami                | Konami                   |
| ESPN NBA Basketball                   | Visual Concepts       | Sega                     |
| ESPN NFL 2K5                          | Visual Concepts       | Sega                     |
| ESPN NFL Football                     | Visual Concepts       | Sega                     |
| ESPN NFL PrimeTime 2002               | Farsight Technologies | Konami                   |
| ESPN NHL 2K5                          | Kush Games            | Sega                     |
| ESPN NHL Hockey                       | Kush Games            | Sega                     |
| ESPN Winter X-Games Snowboarding 2002 | Konami                | Konami                   |
| Evil Dead: A Fistful of Boomstick     | VIS Entertainment     | THQ                      |
| Evil Dead: Regeneration               | Cranky Pants Games    | THQ                      |
| F1 2001                               | EA Sports             | Electronic Arts          |
| F1 2002                               | EA Sports             | Electronic Arts          |

## F
| Titel                                            | Ontwikkelaar                  | Uitgever                     |
| ------------------------------------------------ | ----------------------------- | ---------------------------- |
| F1 Career Challenge                              | EA Sports                     | Electronic Arts              |
| Fable                                            | Lionhead Studios              | Microsoft Game Studios       |
| Fable: The Lost Chapters                         | Lionhead Studios              | Microsoft Game Studios       |
| Fahrenheit                                       | Quantic Dream                 | Atari                        |
| The Fairly OddParents: Breakin' Da Rules         | THQ                           | THQ                          |
| Fallout: Brotherhood of Steel                    | Interplay                     | Interplay                    |
| Family Guy computerspel!                         | High Voltage Software         | 2K Games, Fox Interactive    |
| Fantastic Four                                   | 7 Studios                     | Activision                   |
| Far Cry Instincts                                | Ubisoft Montreal              | Ubisoft                      |
| Far Cry Instincts: Evolution                     | Ubisoft Montreal              | Ubisoft                      |
| Fatal Frame                                      | Tecmo                         | Tecmo                        |
| Fatal Frame II: Crimson Butterfly Director's Cut | Tecmo                         | Tecmo                        |
| FIFA 06                                          | EA Canada                     | Electronic Arts              |
| FIFA 07                                          | EA Canada                     | Electronic Arts              |
| FIFA 2003                                        | EA Canada                     | Electronic Arts              |
| FIFA 2004                                        | EA Canada                     | Electronic Arts              |
| FIFA 2005                                        | EA Canada                     | Electronic Arts              |
| FIFA Street                                      | EA Canada                     | Electronic Arts              |
| FIFA Street 2                                    | EA Canada                     | Electronic Arts              |
| Fight Club                                       | Genuine Games                 | VU Games                     |
| Fight Night 2004                                 | EA Sports                     | EA Sports                    |
| Fight Night: Round 2                             | EA Sports                     | EA Sports                    |
| Fight Night: Round 3                             | EA Chicago                    | EA Sports                    |
| Final Fight: Streetwise                          | Secret Level                  | Capcom                       |
| Finding Nemo                                     | Traveler's Tales              | THQ, Disney Interactive      |
| FireBlade                                        | Kuju Entertainment            | Midway Games                 |
| FlatOut                                          | Bugbear Entertainment         | Vivendi Universal            |
| FlatOut 2                                        | Bugbear Entertainment         | Vivendi Universal            |
| Ford Bold Moves Street Racing                    | Razorworks Studios            | Eidos Interactive            |
| Ford Mustang: The Legend Lives                   | Eutechnyx                     | 2K Games                     |
| Ford Racing 2                                    | Razorworks Studios            | Take-Two Interactive         |
| Ford Racing 3                                    | Razorworks Studios            | 2K Games                     |
| Ford vs. Chevy                                   | 2K Games                      | Global Star Software         |
| Forgotten Realms: Demon Stone                    | Stormfront Studios, Zono Inc. | Atari                        |
| Forza Motorsport                                 | Microsoft Game Studios        | Microsoft Game Studios       |
| Frankie Dettori Racing                           | Sidhe Interactive             | Home Entertainment Providers |
| Freaky Flyers                                    | Midway Games                  | Midway Games                 |
| Freedom Fighters                                 | IO Interactive                | EA Games                     |
| Freestyle MetalX                                 | Midway Games                  | Midway Games                 |
| Frogger Beyond                                   | Konami                        | Konami                       |
| Frogger: Ancient Shadow                          | Hudson Soft                   | Konami                       |
| Full Spectrum Warrior                            | Pandemic Studios              | THQ                          |
| Full Spectrum Warrior: Ten Hammers               | Pandemic Studios              | THQ                          |
| Furious Karting                                  | Babylon Software              | Atari                        |
| Futurama                                         | Unique Development Studios    | VU Games, Fox Interactive    |
| Future Tactics: The Uprising                     | Zed Two                       | Crave Entertainment          |
| Fuzion Frenzy                                    | Blitz Games                   | Microsoft Game Studios       |

## G
| Titel                                     | Ontwikkelaar               | Uitgever               |
| ----------------------------------------- | -------------------------- | ---------------------- |
| Galleon                                   | Confounding Factor         | SCi                    |
| Gauntlet: Dark Legacy                     | Midway Games               | Midway Games           |
| Gauntlet: Seven Sorrows                   | Midway Games               | Midway Games           |
| Genma Onimusha                            | Capcom                     | Capcom                 |
| Ghost Master                              | Empire Interactive         | Empire Interactive     |
| Gladiator: Sword of Vengeance             | Acclaim Studios Manchester | Acclaim Entertainment  |
| Gladius                                   | LucasArts                  | LucasArts              |
| Goblin Commander: Unleash the Horde       | Jaleco Entertainment       | Jaleco Entertainment   |
| Godzilla: Destroy All Monsters Melee      | Pipeworks Software, Inc.   | Atari                  |
| Godzilla: Save the Earth                  | Pipeworks Software, Inc.   | Atari                  |
| GoldenEye: Rogue Agent                    | EA Los Angeles             | Electronic Arts        |
| Gotcha!                                   | Sixteen Tons Entertainment | Global Star Software   |
| Grabbed by the Ghoulies                   | Rare                       | Microsoft Game Studios |
| Grand Theft Auto: Double Pack             | Rockstar Vienna            | Rockstar Games         |
| Grand Theft Auto: San Andreas             | Rockstar North             | Rockstar Games         |
| Gravity Games Bike: Street. Vert. Dirt.   | Midway Games               | Midway Games           |
| Greg Hastings' Tournament Paintball       | WXP                        | Activision             |
| Greg Hastings' Tournament Paintball MAX'D | WXP                        | Activision             |
| Grooverider: Slot Car Thunder             | King of the Jungle         | Encore                 |
| Group S Challenge                         | Capcom                     | Capcom                 |
| Guilty Gear X2 #Reload                    | Arc Developments           | Majesco Games          |
| Guilty Gear Isuka                         | Sammy                      | Sammy                  |
| GUN                                       | Neversoft                  | Activision             |
| Gun Metal                                 | Rage Software              | Majesco Games          |
| GunGriffon: Allied Strike                 | Game Arts                  | Tecmo                  |
| GunValkyrie                               | Smilebit                   | Sega                   |

## H
| Titel                                    | Ontwikkelaar          | Uitgever                           |
| ---------------------------------------- | --------------------- | ---------------------------------- |
| Half-Life 2                              | Valve Software        | Electronic Arts                    |
| Halo: Combat Evolved                     | Bungie Studios        | Microsoft Game Studios             |
| Halo 2                                   | Bungie Studios        | Microsoft Game Studios             |
| Halo 2 Multiplayer Map Pack              | Bungie Studios        | Microsoft Game Studios             |
| Harry Potter and the Chamber of Secrets  | Eurocom               | EA Games, Warner Bros. Interactive |
| Harry Potter and the Goblet of Fire      | EA UK                 | EA Games                           |
| Harry Potter and the Philosopher's Stone | Warthog               | EA Games                           |
| Harry Potter and the Prisoner of Azkaban | Electronic Arts       | EA Games                           |
| Harry Potter: Quidditch World Cup        | EA Games              | EA Games                           |
| Headhunter: Redemption                   | Amuze                 | Sega                               |
| Hello Kitty: Roller Rescue               | Xpec                  | Namco                              |
| Heroes of the Pacific                    | IR Gurus              | Codemasters, Ubisoft               |
| High Heat Major League Baseball 2004     | 3DO Games             | 3DO Games                          |
| Hitman: Blood Money                      | IO Interactive        | Eidos Interactive                  |
| Hitman: Contracts                        | IO Interactive        | Eidos Interactive                  |
| Hitman 2: Silent Assassin                | IO Interactive        | Eidos Interactive                  |
| Hot Wheels Stunt Track Challenge         | The Climax Group      | THQ                                |
| Hulk                                     | Radical Entertainment | Vivendi Universal                  |
| Hummer Badlands                          | Eutechnyx             | 2K Games                           |
| Hunter: The Reckoning                    | High Voltage Software | Interplay                          |
| Hunter: The Reckoning: Redeemer          | High Voltage Software | Vivendi Universal                  |

## I
| Titel                                | Ontwikkelaar            | Uitgever               |
| ------------------------------------ | ----------------------- | ---------------------- |
| I-Ninja                              | Argonaut Games          | Namco                  |
| Ice Age 2: The Meltdown              | Vivendi Games           | Vivendi Games          |
| IHRA Drag Racing 2004                | Bethesda Softworks      | Bethesda Softworks     |
| IHRA Drag Racing: Sportsman Edition  | Bethesda Softworks      | Bethesda Softworks     |
| IHRA Professional Drag Racing 2005   | Bethesda Softworks      | Bethesda Softworks     |
| Indiana Jones and the Emperor's Tomb | The Collective          | LucasArts              |
| IndyCar Series                       | Codemasters             | Codemasters            |
| IndyCar Series 2005                  | Codemasters             | Codemasters            |
| Inside Pitch 2003                    | Microsoft Game Studios  | Microsoft Game Studios |
| Intellivision Lives!                 | Realtime Associates     | Crave Entertainment    |
| International Superstar Soccer 2     | KCEO                    | Konami                 |
| Iron Phoenix                         | InterServ International | Sega                   |

## J
| Titel                                 | Ontwikkelaar          | Uitgever                        |
| ------------------------------------- | --------------------- | ------------------------------- |
| Jacked                                | Sproing               | Empire Interactive              |
| Jade Empire                           | BioWare               | Microsoft Game Studios          |
| James Bond 007: Agent Under Fire      | Electronic Arts       | Electronic Arts                 |
| James Bond 007: Everything or Nothing | EA Games              | EA Games                        |
| James Bond 007: From Russia with Love | Electronic Arts       | Electronic Arts                 |
| James Bond 007: NightFire             | Eurocom               | Electronic Arts                 |
| James Cameron's Dark Angel            | Sierra Entertainment  | Sierra Entertainment            |
| Jaws Unleashed                        | Appaloosa Interactive | Majesco Games                   |
| Jet Set Radio Future                  | Smilebit              | SEGA                            |
| Jikkyou World Soccer 2002             | Konami                | Konami                          |
| Jockey's Road                         | Progress Software     | Microsoft Game Studios          |
| Judge Dredd: Dredd Versus Death       | Rebellion             | Evolved Games                   |
| Juiced                                | Juice Games           | THQ                             |
| Jurassic Park: Operation Genesis      | Blue Tongue           | VU Games, Universal Interactive |
| Just Cause                            | Avalanche Studios     | Eidos Interactive               |
| Justice League Heroes                 | Snowblind Studios     | Eidos Interactive               |

## K
| Titel                                      | Ontwikkelaar         | Uitgever               |
| ------------------------------------------ | -------------------- | ---------------------- |
| Kabuki Warriors                            | Light Weight         | Crave Entertainment    |
| Kakuto Chojin                              | Dream Publishing     | Microsoft Game Studios |
| Kao the Kangaroo Round 2                   | Tate Interactive     | Atari                  |
| Karaoke Revolution                         | Harmonix Music       | Konami                 |
| Karaoke Revolution Party                   | Harmonix Music       | Konami                 |
| Kelly Slater's Pro Surfer                  | Treyarch             | Activision             |
| kill.switch                                | Namco                | Namco                  |
| King Arthur                                | Krome Studios        | Konami                 |
| Kingdom Under Fire: Heroes                 | Blueside, Phantagram | Microsoft Game Studios |
| Kingdom Under Fire: The Crusaders          | Phantagram           | Microsoft Game Studios |
| Knight's Apprentice: Memorick's Adventures | Microids             | XS Games               |
| Knights of the Temple: Infernal Crusade    | Starbreeze Studios   | TDK Mediactive         |
| Knights of the Temple II                   | Starbreeze Studios   | TDK Mediactive         |
| Knockout Kings 2002                        | Electronic Arts      | EA Sports              |
| KOF: Maximum Impact                        | SNK Playmore         | SNK NeoGeo             |
| Kung Fu Chaos                              | Just Add Monsters    | Microsoft Game Studios |

## L
| Titel                                           | Ontwikkelaar           | Uitgever               |
| ----------------------------------------------- | ---------------------- | ---------------------- |
| L.A. Rush                                       | Midway                 | Midway                 |
| Land of the Dead: Road to Fiddler's Green       | Brainbox Games         | Groove Games           |
| Largo Winch: Empire Under Threat                | Dupuis                 | Ubisoft                |
| Legacy of Kain: Defiance                        | Crystal Dynamics       | Eidos Interactive      |
| Legends of Wrestling                            | Acclaim Entertainment  | Acclaim Entertainment  |
| Legends of Wrestling II                         | Acclaim Entertainment  | Acclaim Entertainment  |
| Legends of Wrestling: Showdown                  | Acclaim Studios Austin | Acclaim Entertainment  |
| LEGO Star Wars: The computerspel                | Traveller's Tales      | LucasArts              |
| LEGO Star Wars II: The Original Trilogy         | Traveller's Tales      | LucasArts              |
| Leisure Suit Larry: Magna Cum Laude             | High Voltage Software  | Sierra Entertainment   |
| Lemony Snicket's A Series of Unfortunate Events | Adrenium Games         | Activision             |
| Links 2004                                      | Indie Built            | Microsoft Game Studios |
| LMA Manager 2003                                | Codemasters            | Codemasters            |
| LMA Manager 2004                                | Codemasters            | Codemasters            |
| LMA Manager 2005                                | Codemasters            | Codemasters            |
| LMA Manager 2006                                | Codemasters            | Codemasters            |
| Loons: The Fight for Fame                       | Infogrames             | Infogrames             |
| Lotus Challenge                                 | Kuju Entertainment     | Ignition Entertainment |

## M
| Titel                                           | Ontwikkelaar                              | Uitgever                       |
| ----------------------------------------------- | ----------------------------------------- | ------------------------------ |
| Mace Griffin: Bounty Hunter                     | Warthog                                   | VU Games                       |
| Mad Dash Racing                                 | Crystal Dynamics                          | Eidos Interactive              |
| Madagascar                                      | Toys for Bob                              | Activision                     |
| Madden NFL 06                                   | EA Tiburon                                | EA Sports                      |
| Madden NFL 07                                   | EA Tiburon                                | EA Sports                      |
| Madden NFL 08                                   | EA Tiburon                                | EA Sports                      |
| Madden NFL 2002                                 | EA Tiburon                                | EA Sports                      |
| Madden NFL 2003                                 | EA Tiburon                                | EA Sports                      |
| Madden NFL 2004                                 | EA Tiburon                                | EA Sports                      |
| Madden NFL 2005                                 | EA Tiburon                                | EA Sports                      |
| Mafia: The City of Lost Heaven                  | Illusion Softworks                        | Gathering of Developers        |
| Magic the Gathering: Battlegrounds              | Secret Level                              | Atari                          |
| Major League Baseball 2K6                       | Kush Games                                | 2K Games                       |
| Malice                                          | Argonaut Games                            | Mud Duck                       |
| Manhunt                                         | Rockstar North                            | Rockstar Games                 |
| Marc Ecko's Getting Up: Contents Under Pressure | The Collective, Inc.                      | Atari                          |
| Marvel: Ultimate Alliance                       | Raven Software                            | Activision                     |
| Marvel Nemesis: Rise of the Imperfects          | Nihilistic Software                       | Electronic Arts                |
| Marvel vs. Capcom 2                             | Capcom                                    | Capcom                         |
| Mashed: Fully Loaded                            | Supersonic Software                       | N/A                            |
| Mat Hoffman's Pro BMX 2                         | Rainbow Studios                           | Activision                     |
| Max Payne                                       | Rockstar Vienna                           | Rockstar Games                 |
| Max Payne 2: The Fall of Max Payne              | Rockstar Vienna                           | Rockstar Games                 |
| Maximum Chase                                   | Genki                                     | Majesco                        |
| MechAssault                                     | Day 1 Studios                             | Microsoft Game Studios         |
| MechAssault 2: Lone Wolf                        | Day 1 Studios                             | Microsoft Game Studios         |
| Medal of Honor: European Assault                | EA Los Angeles                            | Electronic Arts                |
| Medal of Honor: Frontline                       | 2015, Inc.                                | Electronic Arts                |
| Medal of Honor: Rising Sun                      | EA Los Angeles                            | Electronic Arts                |
| Mega Man Anniversary Collection                 | Atomic Planet, Capcom Production Studio 2 | Capcom                         |
| Men of Valor                                    | 2015                                      | Vivendi Games                  |
| Mercenaries: Playground of Destruction          | Pandemic Studios                          | LucasArts                      |
| Metal Arms: Glitch in the System                | Swingin' Ape Studios                      | Vivendi Games                  |
| Metal Dungeon                                   | Panther Software                          | Xicat Interactive              |
| Metal Gear Solid 2: Substance                   | Konami                                    | Konami                         |
| Metal Slug 3                                    | Playmore, SNK                             | SNK NeoGeo                     |
| Metal Slug 4 & 5                                | SNK Playmore, Mega Enterprise             | SNK Playmore                   |
| Metal Wolf Chaos                                | From Software                             | From Software                  |
| Midnight Club II                                | Rockstar San Diego                        | Rockstar Games                 |
| Midnight Club 3: DUB Edition                    | Rockstar San Diego                        | Rocksatr Games                 |
| Midnight Club 3: DUB Edition Remix              | Rockstar San Diego                        | Rockstar Games                 |
| Midtown Madness 3                               | Digital Illusions CE (DICE)               | Microsoft Game Studios         |
| Midway Arcade Treasures                         | Digital Eclipse Software                  | Midway Games                   |
| Midway Arcade Treasures 2                       | Digital Eclipse Software                  | Midway Games                   |
| Midway Arcade Treasures 3                       | Midway Games                              | Midway Games                   |
| Mike Tyson Heavyweight Boxing                   | Atomic Planet                             | Codemasters                    |
| Minority Report: Everybody Runs                 | Treyarch                                  | Activision                     |
| Mission Impossible: Operation Surma             | Paradigm Entertainment                    | Atari                          |
| MLB Slugfest 20-03                              | Midway Games                              | Midway Games                   |
| MLB Slugfest 20-04                              | Midway Games                              | Midway Games                   |
| MLB Slugfest 2006                               | Midway Games                              | Midway Games                   |
| MLB Slugfest: Loaded                            | Midway Games                              | Midway Games                   |
| Mojo!                                           | Farsight Technologies                     | Crave Entertainment            |
| Monopoly Party                                  | Runecraft                                 | Infogrames                     |
| Monster 4X4: World Circuit                      | Ubisoft                                   | Ubisoft                        |
| Monster Garage                                  | Impulse Games                             | Activision                     |
| Mortal Kombat: Armageddon                       | Midway Games                              | Midway Games                   |
| Mortal Kombat: Deadly Alliance                  | Midway Games                              | Midway Games                   |
| Mortal Kombat: Deception                        | Midway Games                              | Midway Games                   |
| Mortal Kombat: Shaolin Monks                    | Midway L.A.                               | Midway Games                   |
| Motocross Mania 3                               | Deibus Studios                            | 2K Games, Global Star Software |
| MotoGP                                          | Climax Studios                            | THQ                            |
| MotoGP 2                                        | Climax Studios                            | THQ                            |
| MotoGP 3: Ultimate Racing Technology            | Climax Studios                            | THQ                            |
| MTX: Mototrax                                   | Left Field Productions                    | Activision                     |
| Murakumo: Renegade Mech Pursuit                 | From Software                             | Ubisoft                        |
| MVP 06: NCAA Baseball                           | EA Canada                                 | EA Sports                      |
| MVP Baseball 2003                               | EA Sports                                 | EA Sports                      |
| MVP Baseball 2004                               | EA Sports                                 | EA Sports                      |
| MVP Baseball 2005                               | EA Sports                                 | EA Sports                      |
| MX 2002                                         | Pacific Coast Power & Light               | THQ                            |
| MX Superfly                                     | Pacific Coast Power & Light               | THQ                            |
| MX Unleashed                                    | Rainbow Studios                           | THQ                            |
| MX vs. ATV Unleashed                            | Rainbow Studios                           | THQ                            |
| MX World Tour Featuring Jamie Little            | Impulse Games                             | Crave Entertainment            |
| Myst III: Exile                                 | Presto Studios                            | Ubisoft                        |
| Myst IV: Revelation                             | Ubisoft Montreal                          | Ubisoft                        |

## N
| Titel                                           | Ontwikkelaar                | Uitgever               |
| ----------------------------------------------- | --------------------------- | ---------------------- |
| N.U.D.E.@Natural Ultimate Digital Experiment    | RED Entertainment           | Microsoft Game Studios |
| Namco Museum                                    | Mass Media                  | Namco                  |
| Namco Museum 50th Anniversary Arcade Collection | Namco                       | Namco                  |
| Narc                                            | Point of view developer     | Midway Games           |
| NASCAR 06: Total Team Control                   | EA Sports                   | EA Sports              |
| NASCAR 07                                       | EA Sports                   | EA Sports              |
| NASCAR 2005: Chase for the Cup                  | EA Tiburon                  | EA Games               |
| NASCAR Heat 2002                                | Monster Games               | Atari                  |
| NASCAR Thunder 2002                             | Electronic Arts             | Electronic Arts        |
| NASCAR Thunder 2003                             | EA Sports                   | EA Sports              |
| NASCAR Thunder 2004                             | EA Games                    | EA Games               |
| NBA 2K2                                         | Visual Concepts             | Sega                   |
| NBA 2K3                                         | Visual Concepts             | Sega                   |
| NBA 2K6                                         | Visual Concepts             | 2K Sports              |
| NBA 2K7                                         | Visual Concepts, Kush Games | 2K Sports              |
| NBA Ballers                                     | Midway Games                | Midway Games           |
| NBA Ballers: Phenom                             | Midway Games                | Midway Games           |
| NBA Inside Drive 2002                           | High Voltage Software       | Microsoft Game Studios |
| NBA Inside Drive 2003                           | High Voltage Software       | Microsoft Game Studios |
| NBA Inside Drive 2004                           | High Voltage Software       | Microsoft Game Studios |
| NBA Jam                                         | Acclaim Entertainment       | Acclaim Entertainment  |
| NBA Live 06                                     | EA Canada                   | EA Sports              |
| NBA Live 07                                     | EA Sports                   | EA Sports              |
| NBA Live 2002                                   | Electronic Arts             | Electronic Arts        |
| NBA Live 2003                                   | EA Canada                   | EA Sports              |
| NBA Live 2004                                   | EA Sports                   | EA Sports              |
| NBA Live 2005                                   | EA Canada                   | EA Sports              |
| NBA Starting Five                               | Konami                      | Konami                 |
| NBA Street V3                                   | EA Canada                   | EA Sports BIG          |
| NBA Street Vol. 2                               | Electronic Arts             | Electronic Arts        |
| NCAA College Basketball 2K3                     | Kush Games                  | Sega                   |
| NCAA College Football 2K3                       | Visual Concepts             | Sega                   |
| NCAA Football 06                                | EA Sports                   | EA Sports              |
| NCAA Football 07                                | EA Sports                   | EA Sports              |
| NCAA Football 08                                | EA Sports                   | EA Sports              |
| NCAA Football 2003                              | EA Sports                   | EA Sports              |
| NCAA Football 2004                              | EA Sports                   | EA Sports              |
| NCAA Football 2005                              | EA Sports                   | EA Sports              |
| NCAA maart Madness 06                           | EA Sports                   | EA Sports              |
| NCAA maart Madness 2004                         | EA Sports                   | Electronic Arts        |
| NCAA maart Madness 2005                         | Electronic Arts             | Electronic Arts        |
| Need for Speed: Carbon                          | Electronic Arts             | Electronic Arts        |
| Need for Speed: Hot Pursuit 2                   | EA Seattle                  | EA Games               |
| Need for Speed: Most Wanted                     | EA Sports                   | Electronic Arts        |
| Need for Speed: Underground                     | EA Canada                   | Electronic Arts        |
| Need for Speed: Underground 2                   | EA Canada                   | Electronic Arts        |
| Neighbors From Hell                             | JoWood Productions          | JoWood Productions     |
| New Legends                                     | Infinite Machine            | THQ                    |
| NFL 2K2                                         | SEGA                        | EA Sports              |
| NFL 2K3                                         | Visual Concepts             | Sega, ESPN             |
| NFL Blitz 20-02                                 |                             |                        |
| NFL Blitz 20-03                                 |                             |                        |
| NFL Blitz Pro                                   |                             |                        |
| NFL Fever 2002                                  |                             |                        |
| NFL Fever 2003                                  |                             |                        |
| NFL Fever 2004                                  |                             |                        |
| NFL Head Coach                                  | EA Tiburon                  | EA Sports              |
| NFL Street                                      | EA Tiburon                  | Electronic Arts        |
| NFL Street 2                                    | EA Tiburon                  | Electronic Arts        |
| NHL 06                                          | EA Canada                   | Electronic Arts        |
| NHL 07                                          | EA Sports                   | EA Sports              |
| NHL 2002                                        | EA Sports                   | Electronic Arts        |
| NHL 2003                                        | EA Sports                   | EA Sports              |
| NHL 2004                                        | Electronic Arts             | Electronic Arts        |
| NHL 2005                                        | Electronic Arts             | Electronic Arts        |
| NHL 2K3                                         | Treyarch                    | Sega                   |
| NHL 2K6                                         | Kush Games                  | 2K Sports              |
| NHL 2K7                                         | Kush Games, Visual Concepts | 2K Sports              |
| NHL Hitz 20-02                                  | Black Box Games             | Midway                 |
| NHL Hitz 20-03                                  | Midway                      | Midway                 |
| NHL Hitz Pro                                    | Next Level Games            | Midway                 |
| NHL Rivals 2004                                 | Microsoft Game Studios      | Microsoft Game Studios |
| Nickelodeon Party Blast                         | Data Design Interactive     | Atari                  |
| Nightcaster                                     | VR-1                        | Microsoft Game Studios |
| Nightcaster II: Equinox                         | VR1                         | Microsoft              |
| Ninja Gaiden                                    | Team Ninja                  | Tecmo                  |
| Ninja Gaiden Black                              | Team Ninja                  | Eidos Interactive      |

## O
| Titel                              | Ontwikkelaar        | Uitgever                 |
| ---------------------------------- | ------------------- | ------------------------ |
| ObsCure                            | Hydravision         | DreamCatcher Interactive |
| Oddworld: Munch's Oddysee          | Oddworld            | Microsoft Game Studios   |
| Oddworld: Stranger's Wrath         | Oddworld            | EA Games                 |
| Open Season                        | Ubisoft             | Ubisoft                  |
| Operation Flashpoint: Elite        | Bohemia Interactive | Codemasters              |
| Otogi: Myth of Demons              | From Software       | Sega                     |
| Otogi 2: Immortal Warriors         | From Software       | Sega                     |
| Outlaw Golf                        | Simon & Schuster    | Simon & Schuster         |
| Outlaw Golf 2                      | Hypnotix            | Global Star Software     |
| Outlaw Golf Holiday Golf           | Simon & Schuster    | Simon & Schuster         |
| Outlaw Golf: 9 More Holes of X-Mas | Hypnotix            | Simon & Schuster         |
| Outlaw Tennis                      | Hypnotix            | Global Star Software     |
| Outlaw Volleyball                  | Hypnotix            | Simon & Schuster         |
| Outlaw Volleyball: Red Hot         | Hypnotix            | Simon & Schuster         |
| OutRun 2006: Coast 2 Coast         | Sumo Digital        | Sega                     |
| OutRun 2                           | Sumo Digital        | Microsoft Game Studios   |
| Over the Hedge                     | Edge of Reality     | Activision               |

## P
| Titel                                                     | Ontwikkelaar            | Uitgever                                      |
| --------------------------------------------------------- | ----------------------- | --------------------------------------------- |
| Pac-Man World 2                                           | Namco                   | Namco                                         |
| Pac-Man World 3                                           | Blitz Games             | Namco                                         |
| Painkiller: Hell Wars                                     | People Can Fly          | DreamCatcher Interactive                      |
| Panzer Dragoon Orta                                       | Smilebit                | Sega                                          |
| Panzer Elite Action: Fields of Glory                      | ZootFly                 | JoWooD Productions                            |
| Pariah                                                    | Digital Extremes        | Groove Games                                  |
| Peter Jackson's King Kong: The Official Game of the Movie | Ubisoft                 | Ubisoft                                       |
| Phantasy Star Online Episode I & II                       | Sonic Team              | Sega                                          |
| Phantom Crash                                             | Genki                   | Phantagram                                    |
| Phantom Dust                                              | Microsoft Game Studios  | Majesco Entertainment                         |
| Pilot Down: Behind Enemy Lines                            |                         |                                               |
| Pinball Hall of Fame                                      | FarSight Studios        | Crave Entertainment                           |
| Pirates of the Caribbean                                  | Akella                  | Bethesda Softworks                            |
| Pirates: The Legend of Black Kat                          | Westwood Studios        | Electronic Arts                               |
| Pitfall: The Lost Expedition                              | Edge of Reality         | Activision                                    |
| Playboy: The Mansion                                      | Cyberlore Studios       | Ubisoft                                       |
| PocketBike Racer                                          | Blitz Games             | King Games                                    |
| Pool Shark 2                                              | Blade Interactive       | ZOO Digital Publishing                        |
| Powerdrome                                                | Argonaut Software       | Mud Duck Productions                          |
| Predator: Concrete Jungle                                 | Eurocom                 | Vivendi Universal Games, Sierra Entertainment |
| Prince of Persia: The Sands of Time                       | Ubisoft Montreal        | Ubisoft                                       |
| Prince of Persia: The Two Thrones                         | Ubisoft Montreal        | Ubisoft                                       |
| Prince of Persia: Warrior Within                          | Ubisoft Montreal        | Ubisoft                                       |
| Prisoner of War                                           | Wide Games              | Codemasters                                   |
| Pro Cast Sports Fishing                                   | Capcom                  | Capcom                                        |
| Pro Evolution Soccer 4                                    | Konami TYO              | Konami                                        |
| Pro Evolution Soccer 5                                    | Konami                  | Konami                                        |
| Pro Fishing Challenge                                     | Atlus USA               | Atlus USA                                     |
| Project Gotham Racing                                     | Bizarre Creations       | Microsoft Game Studios                        |
| Project Gotham Racing 2                                   | Bizarre Creations       | Microsoft Game Studios                        |
| Project: Snowblind                                        | Crystal Dynamics        | Eidos Interactive                             |
| ProStroke Golf: World Tour 2007                           | Oxygen Interactive      | Gusto Games                                   |
| Psi-Ops: The Mindgate Conspiracy                          | Midway Games            | Midway Games                                  |
| Psychonauts                                               | Double Fine Productions | Majesco Entertainment                         |
| Pulse Racer                                               | Jaleco                  | Jaleco                                        |
| Pump It Up: Exceed                                        | Andamiro                | Andamiro                                      |
| Pure Pinball: American Pinball Reborn                     | Iridon                  | XS Games                                      |

## Q
| Titel             | Ontwikkelaar   | Uitgever               |
| ----------------- | -------------- | ---------------------- |
| Qmotions Baseball |                | Qmotion                |
| Qmotions Golf     |                | Qmotion                |
| Quantum Redshift  | Curly Monsters | Microsoft Game Studios |

## R
| Titel                                      | Ontwikkelaar                 | Uitgever                                            |
| ------------------------------------------ | ---------------------------- | --------------------------------------------------- |
| R: Racing Evolution                        | Namco                        | Namco                                               |
| Rallisport Challenge                       | Digital Illusions CE         | Microsoft Game Studios                              |
| Rallisport Challenge 2                     | Digital Illusions CE         | Microsoft Game Studios                              |
| Rally Fusion: Race of Champions            | Climax Studios               | Activision                                          |
| Rapala Pro Fishing                         | Fun Labs, Sand Grain Studios | Activision                                          |
| Ratatouille                                | Heavy Iron Studios           | THQ                                                 |
| Rayman 3: Hoodlum Havoc                    | Ubisoft                      | Ubisoft                                             |
| Rayman Arena                               | Ubisoft                      | Ubisoft                                             |
| Raze's Hell                                | Artech Studios               | Majesco Entertainment                               |
| Real World Golf                            | Mad Catz, In2Games           | Aqua Pacific, In2Games                              |
| Red Dead Revolver                          | Rockstar San Diego           | Rockstar Games                                      |
| Red Faction II                             | Volition                     | THQ                                                 |
| Red Ninja: End of Honor                    | Tranji Studios               | Vivendi Universal Games                             |
| RedCard 20-03                              | Point of view                | Midway Games                                        |
| Reign of Fire                              | Kuju Entertainment           | BAM! Entertainment                                  |
| Reservoir Dogs                             | Volatile Games               | Eidos Interactive, Lionsgate                        |
| Return to Castle Wolfenstein: Tides of War | Gray Matter Interactive      | Activision                                          |
| RLH                                        | Digital Mayhem               | Interplay                                           |
| RoadKill                                   | Midway Games                 | Midway Games                                        |
| Robin Hood: Defender of the Crown          | Cinemaware                   | ZOO Digital Group, Capcom                           |
| Robocop                                    |                              |                                                     |
| Robot Wars: Extreme Destruction            | Climax Studios               | BBC Multimedia                                      |
| Robotech: Battlecry                        | Vicious Cycle Software       | TDK Mediactive                                      |
| Robotech: Invasion                         | Vicious Cycle Software       | Global Star                                         |
| Rocky                                      | Rage Software                | Ubisoft                                             |
| Rocky: Legends                             | Venom Games                  | Ubisoft                                             |
| Rogue Ops                                  | Bits Studios                 | Kemco                                               |
| Rogue Trooper                              | Rebellion Developments       | Eidos Interactive                                   |
| RollerCoaster Tycoon                       | Chris Sawyer                 | Hasbro Interactive                                  |
| Rolling                                    | Rage Software                | SCi                                                 |
| Room Zoom: Race for Impact                 | Blade Interactive            | Jaleco                                              |
| Rugby 06                                   | EA Canada                    | Electronic Arts                                     |
| Rugby 2005                                 | EA Canada                    | Electronic Arts                                     |
| Rugby Challenge 2006                       | Swordfish Studios            | Hip Interactive, Ubisoft                            |
| Rugby League                               | Sidhe Interactive            | Home Entertainment Suppliers, Tru Blu Entertainment |
| Rugby League 2                             | Sidhe Interactive            | Home Entertainment Suppliers                        |

## S
| Titel                                                     | Ontwikkelaar                                             | Uitgever                     |
| --------------------------------------------------------- | -------------------------------------------------------- | ---------------------------- |
| Samurai Shodown V                                         | Yuki Enterprise                                          | SNK Playmore                 |
| Samurai Warriors                                          | Omega Force                                              | KOEI                         |
| Scaler                                                    | Artificial Mind and Movement                             | Global Star Software         |
| Scarface: The World Is Yours                              | Radical Entertainment                                    | Sierra Entertainment         |
| Scooby-Doo! Mystery meihem                                | Artificial Mind and Movement                             | THQ                          |
| Scooby-Doo! Night of 100 Frights                          | Heavy Iron Studios                                       | THQ                          |
| Scooby-Doo! Unmasked                                      | Artificial Mind and Movement                             | THQ                          |
| Scrapland                                                 | Mercury Steam Entertainment                              | Enlight                      |
| SeaBlade                                                  | Vision Scape Interactive                                 | Simon & Schuster Interactive |
| SeaWorld: Shamu's Deep Sea Adventures                     | Fun Labs                                                 | Activision Value             |
| Second Sight                                              | Free Radical Design                                      | Codemasters                  |
| Secret Weapons Over Normandy                              | Totally Games                                            | LucasArts                    |
| Sega GT 2002                                              | Wow Entertainment                                        | Sega                         |
| Sega GT Online                                            | Wow Entertainment                                        | Sega                         |
| Sega Soccer Slam                                          | Visual Concepts                                          | Sega                         |
| Sensible Soccer 2006                                      | Sensible Software                                        | Codemasters                  |
| Serious Sam                                               | Croteam                                                  | Gathering of Developers      |
| Serious Sam II                                            | Croteam                                                  | 2K Games                     |
| Shade: Wrath of Angels                                    | Black Element Software                                   | Cenega Publishing            |
| Shadow of Memories                                        | Konami                                                   | Konami                       |
| Shadow Ops: Red Mercury                                   | Zombie Studios                                           | Atari                        |
| Shadow the Hedgehog                                       | Sega Studio USA                                          | Sega                         |
| Shark Tale                                                | Edge of Reality                                          | Activision                   |
| Shattered Union                                           | PopTop Software                                          | 2K Games                     |
| ShellShock: Nam '67                                       | Guerrilla Games                                          | Eidos Interactive            |
| Shenmue II                                                | Sega AM2                                                 | Microsoft Game Studios       |
| Shikigami no Shiro                                        | Alfa System                                              | Kids Station Inc.            |
| Shikigami no Shiro Evolution                              |                                                          | MediaQuest                   |
| Shikigami no Shiro II                                     | Alfa System                                              | Play It Games                |
| Shin Megami Tensei Nine                                   | Next Entertainment                                       | Atlus                        |
| Showdown: Legends of Wrestling                            | Acclaim Studios Austin                                   | Acclaim Entertainment        |
| Shrek                                                     | Digital Illusions                                        | TDK Mediactive               |
| Shrek 2                                                   | Luxoflux, Amaze                                          | Activision Publishing, Inc.  |
| Shrek: Super Party                                        | Mass Media                                               | TDK Mediactive               |
| Shrek SuperSlam                                           | 7 Studios                                                | Activision, Shaba Games      |
| Sid Meier's Pirates!                                      | Firaxis Games                                            | 2K Games                     |
| Silent Hill 2: Restless Dreams                            | Konami, Team Silent                                      | Konami                       |
| Silent Hill 4: The Room                                   | Konami, Team Silent                                      | Konami                       |
| Silent Scope Complete                                     | Konami                                                   | Konami                       |
| Ski Racing 2005                                           | ColdWood Interactive                                     | JoWood Productions           |
| Ski Racing 2006                                           | ColdWood Interactive                                     | JoWood Productions           |
| Slam Tennis                                               | Infogrames Sheffield House                               | Infogrames                   |
| Smashing Drive                                            | Gaelco, Point of view                                    | Zoo Digital Publishing       |
| Sneak King                                                | Blitz Games                                              | King Games                   |
| Sneakers                                                  | Media.Vision                                             | Microsoft Game Studios       |
| Sniper Elite                                              | Rebellion Developments                                   | Namco                        |
| Soldier of Fortune II: Double Helix                       | Gratuitous Games                                         | Activision                   |
| Sonic Heroes                                              | Sonic Team USA                                           | Sega                         |
| Sonic Mega Collection Plus                                | Sonic Team; VR-1 Japan, Inc.; Comolink Inc.              | Sega                         |
| Sonic Riders                                              | Sonic Team                                               | Sega                         |
| Soul Calibur II                                           | Namco                                                    | Namco                        |
| Spartan: Total Warrior                                    | Creative Assembly                                        | Sega                         |
| Spawn: Armageddon                                         | Point of view                                            | Namco                        |
| Special Forces: Nemesis Strike                            | Asobo Studios                                            | HIP Games                    |
| Speed Kings                                               | The Climax Group                                         | Acclaim                      |
| Sphinx and the Cursed Mummy                               | Eurocom                                                  | THQ                          |
| Spider-Man                                                | Treyarch                                                 | Activision                   |
| Spider-Man 2                                              | Treyarch                                                 | Activision                   |
| Spikeout: Battle Street                                   | Dimps                                                    | Sega                         |
| Splashdown                                                | Rainbow Studios                                          | Atari                        |
| Splat Magazine Renegade Paintball                         |                                                          | Global Star Software         |
| SpongeBob SquarePants: Battle for Bikini Bottom           | Heavy Iron Studios                                       | THQ                          |
| SpongeBob SquarePants: Lights, Camera, Pants!             | THQ Studio Australia                                     | THQ                          |
| SpongeBob SquarePants: The Movie                          | Heavy Iron Studios                                       | THQ                          |
| Spy Hunter                                                | Paradigm Entertainment, Point of view, Sidhe Interactive | Midway Games                 |
| Spy Hunter 2                                              | Angel Studios                                            | Midway Games                 |
| Spy Hunter: Nowhere to Run                                |                                                          |                              |
| Spy vs. Spy                                               |                                                          |                              |
| Spyro: A Hero's Tail                                      | Eurocom                                                  | Vivendi Universal Games      |
| Squadra Corse Alfa Romeo                                  |                                                          |                              |
| SSX 3                                                     | EA Canada                                                | Gizmondo Games, EA Sports    |
| SSX On Tour                                               | EA Canada                                                | Electronic Arts              |
| SSX Tricky                                                | EA Canada                                                | EA Sports                    |
| Stacked with Daniel Negreanu                              | 5000ft                                                   | Myelin Media                 |
| Stake: Fortune Fighters                                   | Gameness Art Software                                    | Metro3D                      |
| Star Trek: Shattered Universe                             | Starsphere Interactive                                   | TDK Mediactive               |
| Star Wars Jedi Knight: Jedi Academy                       | Vicarious Visions                                        | LucasArts                    |
| Star Wars Jedi Knight II: Jedi Outcast                    | Vicarious Visions                                        | LucasArts                    |
| Star Wars: Battlefront                                    | Pandemic Studios                                         | LucasArts                    |
| Star Wars: Battlefront II                                 | Pandemic Studios                                         | LucasArts                    |
| Star Wars: Episode III: Revenge of the Sith               | The Collective, Inc.                                     | LucasArts                    |
| Star Wars: Jedi Starfighter                               | LucasArts                                                | LucasArts                    |
| Star Wars: Knights of the Old Republic                    | BioWare                                                  | LucasArts                    |
| Star Wars: Knights of the Old Republic II: The Sith Lords | Obsidian Entertainment                                   | LucasArts                    |
| Star Wars: Obi Wan                                        | LucasArts                                                | LucasArts                    |
| Star Wars: Republic Commando                              | LucasArts                                                | LucasArts                    |
| Star Wars: Starfighter Special Edition                    | LucasArts                                                | LucasArts                    |
| Star Wars: The Clone Wars                                 | Pandemic Studios                                         | LucasArts                    |
| Starsky & Hutch                                           | Mind's Eye                                               | Empire Interactive           |
| State of Emergency                                        | VIS Entertainment                                        | Rockstar Games               |
| Steel Battalion                                           | Capcom Production Studio 4                               | Capcom                       |
| Steel Battalion: Line of Contact                          | Capcom Production Studio 4                               | Capcom                       |
| Still Life                                                | Microïds                                                 | The Adventure Company        |
| Stolen                                                    | Blue 52                                                  | Hip Interactive              |
| Street Fighter Anniversary Collection                     | Capcom Production Studio 1                               | Capcom                       |
| Street Hoops                                              | Black Ops Entertainment                                  | Activision                   |
| Street Racing Syndicate                                   | Eutechnyx, Streamline Studios                            | Namco                        |
| Strike Force Bowling                                      | LAB Rats                                                 | Crave Entertainment          |
| Stubbs the Zombie in "Rebel Without a Pulse"              | Wideload Games                                           | Aspyr Media                  |
| Sudeki                                                    | Climax Group                                             | Microsoft Game Studios       |
| Super Bubble Pop                                          | Runecraft                                                | Jaleco                       |
| Super Monkey Ball Deluxe                                  | Sega                                                     | Sega                         |
| Superman Returns                                          | EA Tiburon                                               | Electronic Arts              |
| Superman: The Man of Steel                                | Circus Freak Studios                                     | Atari                        |
| SVC Chaos: SNK vs. Capcom                                 | Playmore                                                 | Playmore                     |
| SWAT: Global Strike Team                                  | Argonaut Games                                           | Sierra Entertainment         |
| SX Superstar                                              | Climax Studios                                           | Acclaim Entertainment        |
| Syberia                                                   | Microïds                                                 | Microïds                     |
| Syberia II                                                | MC2-Microïds                                             | Microïds                     |

## T
| Titel                                                          | Ontwikkelaar                                              | Uitgever                |
| -------------------------------------------------------------- | --------------------------------------------------------- | ----------------------- |
| Taito Legends                                                  | Empire Oxford                                             | Sega                    |
| Taito Legends 2                                                | Taito                                                     | Empire Interactive      |
| Tak: The Great Juju Challenge                                  | Avalanche Software                                        | THQ                     |
| Tak 2: The Staff of Dreams                                     | Avalanche Software                                        | THQ                     |
| Tao Feng: Fist of the Lotus                                    | Studio Gigante                                            | Microsoft Game Studios  |
| Taz Wanted                                                     | Blitz Games                                               | Infogrames              |
| TD Overdrive                                                   | Atari                                                     | Pitbull Syndicate       |
| Tecmo Classic Arcade                                           | Tecmo                                                     | Tecmo                   |
| Teen Titans                                                    | A2M                                                       | Majesco Entertainment   |
| Teenage Mutant Ninja Turtles                                   | Konami                                                    | Konami                  |
| Teenage Mutant Ninja Turtles: Mutant Melee                     | KCE Hawaii                                                | Konami                  |
| Teenage Mutant Ninja Turtles 2: Battle Nexus                   | Konami                                                    | Konami                  |
| Teenage Mutant Ninja Turtles 3: Mutant Nightmare               | Konami                                                    | Konami                  |
| Tenchu: Return from Darkness                                   | K2 LLC                                                    | Activision              |
| Tennis Masters Series 2003                                     | Microids                                                  | HIP Games               |
| Terminator 3: Rise of the Machines                             | Black Ops Entertainment                                   | Atari                   |
| Terminator 3: The Redemption                                   | Paradigm Entertainment                                    | Atari                   |
| Test Drive                                                     | Distinctive Software                                      | Accolade                |
| Test Drive: Eve of Destruction                                 | Monster Games                                             | Atari                   |
| Test Drive Offroad Wide Open                                   | Distinctive Software                                      | Atari                   |
| Tetris Worlds                                                  | Radical Entertainment, Blue Planet Software, 3d6 Games    | THQ                     |
| Tetris Worlds (Online Edition)                                 | Radical Entertainment, Blue Planet Software, 3d6 Games    | THQ                     |
| The Bard's Tale                                                | InXile Entertainment                                      | Vivendi Universal Games |
| The Bible Game                                                 | Crave Entertainment                                       | Crave Entertainment     |
| The Chronicles of Narnia: The Lion, the Witch and the Wardrobe | Traveller's Tales                                         | Buena Vista Games       |
| The Chronicles of Riddick: Escape from Butcher Bay             | Starbreeze Studios, Tigon Studios                         | Vivendi Games           |
| The Da Vinci Code                                              | The Collective                                            | 2K Games                |
| The Dukes of Hazzard: Return of the General Lee                | Ratbag                                                    | Ubisoft                 |
| The Elder Scrolls III: Morrowind                               | Bethesda Softworks                                        | Ubisoft                 |
| The Elder Scrolls III: Morrowind - Game of the Year Edition    | Bethesda Softworks                                        | Ubisoft                 |
| The Godfather: The Game                                        | Electronic Arts                                           | Electronic Arts         |
| The Great Escape                                               | Pivotal Games                                             | Gotham Games            |
| The Guy Game                                                   | Top Heavy Studios                                         | Gathering               |
| The Haunted Mansion                                            | High Voltage Software                                     | TDK Mediactive          |
| The Hobbit                                                     | Beam Software                                             | Melbourne House         |
| The House of the Dead III                                      | Wow Entertainment                                         | Sega                    |
| The Hustle: Detroit Streets                                    | Activision                                                | Activision              |
| The Incredible Hulk: Ultimate Destruction                      | Radical Entertainment                                     | Vivendi Universal Games |
| The Incredibles                                                | Heavy Iron Studios                                        | THQ                     |
| The Incredibles: Rise of the Underminer                        | YUKE's Future Media Creators, Pacific Coast Power & Light | THQ                     |
| The Italian Job                                                | Climax Studios                                            | Eidos Interactive       |
| The King of Fighters 02/03                                     | Eolith                                                    | Eolith                  |
| The King of Fighters 2002                                      | Eolith                                                    | Eolith                  |
| The King of Fighters Neowave                                   | SNK Playmore                                              | SNK Playmore            |
| The Legend of Spyro: A New Beginning                           | Krome Studios                                             | Sierra Entertainment    |
| The Lord of the Rings: The Fellowship of the Ring              | The Whole Experience                                      | Universal Interactive   |
| The Lord of the Rings: The Return of the King                  | Hypnos Entertainment                                      | Electronic Arts         |
| The Lord of the Rings: The Third Age                           | EA Games                                                  | EA Games                |
| The Lord of the Rings: The Two Towers                          | Stormfront Studios                                        | Electronic Arts         |
| The Matrix: Path of Neo                                        | Shiny Entertainment                                       | Atari                   |
| The Punisher                                                   | Volition, Inc.                                            | THQ                     |
| The Simpsons Road Rage                                         | Radical Entertainment                                     | Electronic Arts         |
| The Simpsons: Hit & Run                                        | Radical Entertainment                                     | Vivendi Universal Games |
| The Sims                                                       | Edge of Reality                                           | Electronic Arts         |
| De Sims 2                                                      | Maxis                                                     | Electronic Arts         |
| The Sims: Erop Uit!                                            | Maxis                                                     | Electronic Arts         |
| The Suffering                                                  | Surreal Software                                          | Midway Games            |
| The Suffering: Ties That Bind                                  | Surreal Software                                          | Midway Games            |
| The Terminator: Dawn of Fate                                   | Paradigm Entertainment                                    | Infogrames              |
| The Thing                                                      | Computer Artworks                                         | VU Games                |
| The Urbz: Sims in the City                                     | Maxis                                                     | Electronic Arts         |
| The Warriors                                                   | Rockstar Toronto                                          | Rockstar Games          |
| The Wild Rings                                                 | Microsoft Game Studios                                    | Microsoft Game Studios  |
| Thief: Deadly Shadows                                          | Ion Storm Inc.                                            | Eidos Interactive       |
| Thousand Land                                                  | From Software                                             | From Software           |
| Thrillville                                                    | Frontier Development                                      | LucasArts               |
| Tiger Woods PGA Tour 06                                        | EA Sports                                                 | Electronic Arts         |
| Tiger Woods PGA Tour 07                                        | EA Sports                                                 | Electronic Arts         |
| Tiger Woods PGA Tour 2003                                      | EA Sports                                                 | Electronic Arts         |
| Tiger Woods PGA Tour 2004                                      | EA Sports                                                 | Electronic Arts         |
| Tiger Woods PGA Tour 2005                                      | EA Sports                                                 | Electronic Arts         |
| Tim Burton's The Nightmare Before Christmas: Oogie's Revenge   | Capcom                                                    | Buena Vista Games       |
| TimeSplitters 2                                                | Free Radical                                              | Eidos Interactive       |
| TimeSplitters: Future Perfect                                  | Free Radical                                              | EA Games                |
| TOCA Race Driver 2: The Ultimate Racing Simulator              | Codemasters                                               | Codemasters             |
| TOCA Race Driver 3                                             | Codemasters                                               | Codemasters             |
| TOCA Race Driver Live                                          | Codemasters                                               | Codemasters             |
| ToeJam & Earl III: Mission to Earth                            | ToeJam and Earl Productions                               | Sega                    |
| Tom & Jerry: War of the Whiskers                               | VIS Entertainment                                         | NewKidCo                |
| Tom Clancy's Classic Trilogy                                   | Ubisoft                                                   | Ubisoft                 |
| Tom Clancy's Ghost Recon                                       | Red Storm Entertainment                                   | Ubisoft                 |
| Tom Clancy's Ghost Recon 2                                     | Red Storm Entertainment                                   | Ubisoft                 |
| Tom Clancy's Ghost Recon 2: Summit Strike                      | Red Storm Entertainment                                   | Ubisoft                 |
| Tom Clancy's Ghost Recon: Advanced Warfighter                  | Ubisoft                                                   | Ubisoft                 |
| Tom Clancy's Ghost Recon: Island Thunder                       | Red Storm Entertainment                                   | Ubisoft                 |
| Tom Clancy's Rainbow Six 3                                     | Ubisoft                                                   | Ubisoft                 |
| Tom Clancy's Rainbow Six 3: Black Arrow                        | Ubisoft                                                   | Ubisoft                 |
| Tom Clancy's Rainbow Six: Critical Hour                        | Ubisoft Québec, Red Storm Entertainment                   | Ubisoft                 |
| Tom Clancy's Rainbow Six: Lockdown                             | Red Storm Entertainment                                   | Ubisoft                 |
| Tom Clancy's Splinter Cell                                     | Ubisoft Montreal                                          | Ubisoft                 |
| Tom Clancy's Splinter Cell: Chaos Theory                       | Ubisoft Montreal, Ubisoft Annecy                          | Ubisoft                 |
| Tom Clancy's Splinter Cell: Double Agent                       | Ubisoft                                                   | Ubisoft                 |
| Tom Clancy's Splinter Cell: Pandora Tomorrow                   | Ubisoft                                                   | Ubisoft                 |
| Tomb Raider: Legend                                            | Crystal Dynamics                                          | Eidos Interactive       |
| Tony Hawk's American Wasteland                                 | Neversoft                                                 | Activision              |
| Tony Hawk's Pro Skater 2x                                      | Neversoft                                                 | Activision              |
| Tony Hawk's Pro Skater 3                                       | Neversoft                                                 | Activision              |
| Tony Hawk's Pro Skater 4                                       | Neversoft                                                 | Activision              |
| Tony Hawk's Project 8                                          | Shaba Games                                               | Activision              |
| Tony Hawk's Underground                                        | Neversoft                                                 | Activision              |
| Tony Hawk's Underground 2                                      | Neversoft                                                 | Activision              |
| Top Spin Tennis                                                | PAM Development                                           | Microsoft Game Studios  |
| Torino 2006: XX Olympic Winter Games                           | 49 Games                                                  | 2K Games                |
| Tork: Prehistoric Punk                                         | Tiwak                                                     | Ubisoft                 |
| Total Club Manager 2004                                        | EA Canada                                                 | EA Sports               |
| Total Club Manager 2005                                        | EA Canada                                                 | EA Sports               |
| Total Immersion Racing                                         | Razorworks Studios                                        | Empire Interactive      |
| Total Overdose: A Gunslinger's Tale in Mexico                  | Deadline Games                                            | Eidos Interactive       |
| Totaled!                                                       | Rage Software                                             | Majesco Games           |
| Tour de France                                                 | Konami                                                    | Konami                  |
| Toxic Grind                                                    | Blue Shift                                                | THQ                     |
| TransWorld Snowboarding                                        | Housemarque                                               | Atari                   |
| TransWorld Surf                                                | Rockstar San Diego                                        | Atari                   |
| Trigger Man                                                    | Point of view developer                                   | Crave Entertainment     |
| Triple Play 2002                                               | Pandemic Studios                                          | Electronic Arts         |
| Trivial Pursuit Unhinged                                       | Artech Studios                                            | Atari                   |
| Tron 2.0 Killer App                                            | Climax Group                                              | Buena Vista Interactive |
| True Crime: New York City                                      | Luxoflux                                                  | Activision              |
| True Crime: Streets of LA                                      | Luxoflux                                                  | Activision              |
| Turok: Evolution                                               | Acclaim                                                   | Acclaim                 |
| Ty the Tasmanian Tiger                                         | Krome Studios                                             | EA Games                |
| Ty the Tasmanian Tiger 2: Bush Rescue                          | Krome Studios                                             | EA Games                |
| Ty the Tasmanian Tiger 3: Night of the Quinkan                 | Krome Studios                                             | Activision Value        |

## U
| Titel                                       | Ontwikkelaar                | Uitgever                 |
| ------------------------------------------- | --------------------------- | ------------------------ |
| UEFA Champions League 2004-2005             | Electronic Arts             | Electronic Arts          |
| UEFA Euro 2004                              | EA Canada                   | Electronic Arts          |
| UFC: Tapout                                 | DreamFactory                | Crave Entertainment      |
| UFC: Tapout 2                               | DreamFactory                | TDK Mediactive           |
| UFO: Aftershock                             | Altar                       | Cenega Publishing        |
| Ultimate Beach Soccer                       | PAM Development             | DreamCatcher Interactive |
| Ultimate Fighting Championship: Tapout      | DreamFactory                | Crave Entertainment      |
| Ultimate Pro Pinball                        | Atomic Planet Entertainment | Empire Interactive       |
| Ultimate Spider-Man                         | Treyarch                    | Activision               |
| Ultra Bust-a-Move                           | Taito Corporation           | Majesco Games            |
| Unreal Championship                         | Digital Extremes            | Atari                    |
| Unreal Championship 2: The Liandri Conflict | Epic Games                  | Midway                   |
| Unreal II: The Awakening                    | Tantalus Interactive        | Atari                    |
| Urban Chaos: Riot Response                  | Rocksteady Studios          | Eidos Interactive        |
| Urban Freestyle Soccer                      | Acclaim                     | Acclaim                  |

## V
| Titel                            | Ontwikkelaar    | Uitgever               |
| -------------------------------- | --------------- | ---------------------- |
| V-Rally 3                        | Eden Studios    | Atari                  |
| Van Helsing                      | Saffire         | VU Games               |
| Vexx                             | Acclaim         | Acclaim                |
| Vietcong: Purple Haze            | Coyote          | Gathering              |
| Virtual Pool: Tournament Edition | Celeris         | Global Star Software   |
| Voodoo Vince                     | Beep Industries | Microsoft Game Studios |

## W
| Titel                                                | Ontwikkelaar          | Uitgever                    |
| ---------------------------------------------------- | --------------------- | --------------------------- |
| Wakeboarding Unleashed                               | Shaba Games           | Activision                  |
| Wallace & Gromit in Project Zoo                      | Frontier Developments | BAM Entertainment           |
| Wallace & Gromit: The Curse of the Were-Rabbit       | Frontier Developments | Konami                      |
| Warpath                                              | Digital Extremes      | Groove Games                |
| Whacked!                                             | Presto Studios        | Microsoft Game Studios      |
| Whiplash                                             | Crystal Dynamics      | Eidos Interactive           |
| Whiteout                                             | Konami                | Konami                      |
| WinBack 2: Project Poseidon                          | Cavia Inc.            | KOEI                        |
| Wings of War                                         | Silver Wish Games     | Gathering                   |
| Without Warning                                      | CiRCLE                | Capcom                      |
| World Billiards Tournament: Break Nine               | ASK                   | ASK                         |
| World Championship Poker                             | Crave Entertainment   | Crave Entertainment         |
| World Championship Poker 2: Featuring Howard Lederer | Crave Entertainment   | Crave Entertainment         |
| World Championship Pool 2004                         | Blade Interactive     | Jaleco Entertainment        |
| World Championship Rugby                             | Swordfish Studios     | Acclaim                     |
| World Championship Snooker 2003                      | Blade Interactive     | Codemasters                 |
| World Championship Snooker 2004                      | Blade Interactive     | Codemasters                 |
| World Poker Tour                                     | 2K Sports             | 2K Sports                   |
| World Racing                                         | Synetic               | TDK Mediactive              |
| World Racing 2                                       | Synetic               | Evolved Games               |
| World Series Baseball                                | Blueshift             | Sega                        |
| World Series Baseball 2K3                            | Blueshift             | Sega                        |
| World Series of Poker                                | Activision Value      | Activision Value            |
| World Snooker Championship 2005                      | Blade Interactive     | Sega Europe                 |
| World War II Combat: Iwo Jima                        | Direct Action         | Groove Games                |
| World War II Combat: Road to Berlin                  | Direct Action         | Groove Games                |
| Worms 3D                                             | Team17                | Sega                        |
| Worms 4: meihem                                      | Team17                | Codemasters & Majesco Games |
| Worms Forts: Under Siege!                            | Team17                | Sega                        |
| Wrath Unleashed                                      | The Collective        | LucasArts                   |
| Wreckless: The Yakuza Missions                       | Bunkasha Publishing   | Activision                  |
| WTA Tour Tennis                                      | Konami                | Konami                      |
| WWE RAW 2                                            | Anchor                | THQ                         |
| WWE WrestleMania 21                                  | Studio Gigante        | THQ                         |
| WWF RAW                                              | Anchor                | THQ                         |

## X
| Titel                                | Ontwikkelaar        | Uitgever               |
| ------------------------------------ | ------------------- | ---------------------- |
| X-Men Legends                        | Raven Software      | Activision             |
| X-Men Legends II: Rise of Apocalypse | Raven Software      | Activision             |
| X-Men: Next Dimension                | Paradox Development | Activision             |
| X-Men: The Official Game             | Z-Axis, Ltd.        | Activision             |
| X2: Wolverine's Revenge              | GenePool Software   | Activision             |
| Xbox Music Mixer                     | WildTangent         | Microsoft Game Studios |
| XGRA                                 | Acclaim             | Acclaim                |
| Xiaolin Showdown                     | BottleRocket        | Konami                 |
| XIII                                 | Ubisoft             | Ubisoft                |
| Xyanide                              | Playlogic           | Playlogic              |

## Y
| Titel                         | Ontwikkelaar       | Uitgever           |
| ----------------------------- | ------------------ | ------------------ |
| Yager                         | Yager              | Kemco              |
| Yetisports Arctic Adventure   | JoWooD Productions | JoWooD Productions |
| Yourself!Fitness              | Respondesign       | Respondesign       |
| Yu-Gi-Oh! The Dawn of Destiny | KCEJ               | Konami             |

## Z
| Titel                      | Ontwikkelaar          | Uitgever |
| -------------------------- | --------------------- | -------- |
| Zapper                     | Blitz Games           | Atari    |
| Zathura: A Space Adventure | High Voltage Software | 2K Games |